# Pauline van Saksen-Weimar-Eisenach

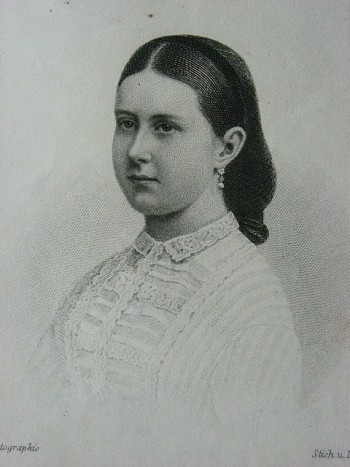
Pauline van Saksen-Weimar-Eisenach omstreeks 1875.

Pauline Ida Marie Olga Henriette Catharina van Saksen-Weimar-Eisenach (Stuttgart, 25 juli 1852 - Orte, 17 mei 1904) was een prinses van Saksen-Weimar-Eisenach en via haar huwelijk erfgroothertogin van deze staat. Ze behoorde tot het huis Wettin.

## Levensloop
Pauline was de oudste dochter van prins Herman Bernhard van Saksen-Weimar-Eisenach uit diens huwelijk met Augusta, dochter van koning Willem I van Württemberg. 
Op 26 augustus 1873 huwde ze in Friedrichshafen met erfgroothertog Karel August van Saksen-Weimar-Eisenach (1844-1894), haar neef in de tweede graad.
Paulines echtgenoot stierf in november 1894, zeven jaar voor zijn vader Karel Alexander. Hierdoor was het haar oudste zoon Willem Ernst die zijn grootvader in 1901 opvolgde als groothertog van Saksen-Weimar-Eisenach. Na de dood van haar echtgenoot bleef Pauline tot het einde van haar leven in het Belvedere van Weimar wonen. In 1901 was ze tevens de stichtster van het Paulinenstift in Ramsla, een van de oudste kleuterscholen in de streek. Naar haar is eveneens de Paulinenturm vernoemd, die als het symbool van de stad Bad Berka wordt beschouwd. Ook wijdde dichter Joseph Victor von Scheffel vijf liederen in Trompeter von Säckingen aan Pauline.
In haar laatste levensjaren verbleef Pauline vaak in Italië en bezocht ze regelmatig het koninklijk hof. Er waren tevens geruchten dat ze een morganatisch huwelijk was aangegaan met haar kamerheer. Dit huwelijk verscheen nooit in de Almanach de Gotha, werd niet erkend door haar zoon en leidde niet tot sancties van de regering van Saksen-Weimar-Eisenach. Ze was ook niet erg geliefd bij haar familie en de onderdanen van haar zoon en werd enkel uit beleefdheid als groothertogin betiteld.
Op 17 mei 1904 overleed Pauline plots aan een hartaanval, toen ze met de trein op weg was van Rome en Florence. Haar lichaam werd via Florence naar Weimar overgebracht en daarna bijgezet in de vorstelijke crypte in deze stad. 

## Nakomelingen
Pauline en haar echtgenoot Karel Alexander kregen twee zonen:
- Willem Ernst (1876-1923), groothertog van Saksen-Weimar-Eisenach
- Bernard (1878-1900)